# Cathy Glass
Cathy Glass – brytyjska pisarka.
Pracuje w opiece społecznej, tworząc rodzinę zastępczą dla dzieci pokrzywdzonych i potrzebujących.

## Twórczość
- Skrzywdzona
- Okaleczona
- Najsmutniejsze dziecko
- Czekając na anioły
- Mamusiu, wróć
- Nikomu nie powiem
- Nie płacz, kochanie
- Kobieta bez przeszłości
- Mamo, uciekaj
- Ukryty
- Zapomniane dziecko
- Nie zabierajcie mi dziecka
- Czy mnie pokochasz?
- Nastoletnia panna młoda
- Córeczka tatusia
- Nastoletnia panna młoda